# Roger Parsons
Pour les articles homonymes, voir Parsons.
Roger Parsons FRSC FRS (1926 - 7 janvier 2017) est un chimiste britannique (électrochimiste).

## Biographie
Parsons étudie la chimie à l'Imperial College de Londres, obtenant un baccalauréat de première classe en 1947. Son doctorat, sous la direction de John Bockris (en), est décerné l'année suivante. En 1951, il est nommé chargé de cours à l'Université de St. Andrews à Dundee (aujourd'hui l'Université de Dundee), faisant des recherches sur la Cinétique électrochimique et la thermodynamique sous la direction de Douglas Hugh Everett (en). En 1954, Parsons accompagne Everett à l'Université de Bristol, où il est nommé professeur. En 1977, Parsons est nommé directeur du Laboratoire d'Electrochimie Interfaciale (directeur du laboratoire d'électrochimie interfaciale) au CNRS en France, partant à Southampton en 1985 avant de prendre sa retraite en 1992 .
Parsons est rédacteur en chef du Journal of Electroanalytical Chemistry et président de la division Faraday de la Royal Society of Chemistry .

## Recherches
Ses travaux portent sur la cinétique (en particulier le dégagement d'hydrogène en électrolyse), les procédés d'électrocapillarité et d'adsorption, les méthodes optiques en électrochimie interfaciale, les procédés d'électrode monocristalline et la double couche électrochimique .
En 1979, il reçoit le prix Olin Palladium de l'Electrochemical Society . Parsons est élu à la Royal Society en 1980  et remporte la médaille Davy de la société en 2003 .